# Crash Nomada
Crash Nomada (ehemals Dorlene Love) ist eine Folk-Punk Band aus der schwedischen Hauptstadt Stockholm.

## Geschichte
Die Band wurde 2004 als Punk-Gruppe unter dem Namen Dorlene Love gegründet, doch nach vielen Erfahrungen als Straßenmusiker wandte sich die Band mehr folkmusikalischen Einflüssen zu. 2008 erschien ein erstes Album bei dem schwedischen Label Birdnest Records.
Aufgrund der zunehmenden internationalen Bekanntheit und der Verwechselbarkeit mit der Sängerin Darlene Love hat sich die Gruppe im März 2011 in Crash Nomada umbenannt. Crash Nomada hatte 2011 in Berlin und Hamburg ihre ersten Auftritte vor deutschem Publikum.

## Stil
Crash Nomada spielt eine Mischung von Punkrock und unterschiedlichen Folk-Stilrichtungen aus dem Nahen Osten, dem Balkan, Nordafrika und Skandinavien. Die Musik wird gelegentlich als Gypsy Punk bezeichnet.

## Diskografie
- 2008: Exile Deluxe (als Dorlene Love)
- 2011: From Town to Town (Single)
- 2011: Itineranza (Single)
- 2012: Atlas Pogo
- 2018: Crash Nomada